# Krzysztof Górecki (elektronik)
Krzysztof Kazimierz Górecki (ur. 1966 w Tucholi) – polski inżynier elektronik, profesor nauk technicznych, specjalizujący się w elektronice, energoelektronice, metrologii, modelowaniu i analizie elementów i układów elektronicznych. Dziekan Wydziału Elektrycznego Uniwersytetu Morskiego w Gdyni kadencjach 2016-2020 i 2020–2024.

## Życiorys
Studia wyższe w zakresie elektroniki ukończył na Politechnice Gdańskiej w 1990 r. Doktoryzował się w roku 1999 na podstawie pracy pt. Elektrotermiczny makromodel tranzystora Darlingtona do analizy układów elektronicznych (promotorem pracy był prof. Janusz Zarębski). Habilitował się w 2008 na podstawie oceny dorobku naukowego i rozprawy Modelowanie i analiza obcowzbudnych stabilizatorów impulsowych zawierających dławikowe przetwornice dc-dc z uwzględnieniem samonagrzewania. Tytuł profesora nauk technicznych został mu nadany przez Prezydenta RP w roku 2016.
Jest pracownikiem Wydziału Elektrycznego Uniwersytetu Morskiego w Gdyni (UMG). W latach 2008–2016 pełnił funkcję Prodziekana, a w latach 2016–2024 – funkcję Dziekana Wydziału Elektrycznego UMG. Od 1 września 2024 roku kieruje Katedrą Energoelektroniki. Od 1 stycznia 2025 roku, jest członkiem Rady Uczelni Uniwersytetu Morskiego w Gdyni .
W latach 2014–2018 był wiceprzewodniczącym, a w latach 2018–2022 przewodniczącym oddziałów Electron Devices i Electronic Packaging Polskiej Sekcji IEEE. Od roku 2020 jest członkiem Komitetu Elektroniki i Telekomunikacji PAN, a od roku 2024 – także Komitetu Metrologii i Aparatury Naukowej PAN.
Autor szeregu książek, rozdziałów w książkach oraz artykułów publikowanych w takich czasopismach jak m.in. IEEE Transactions on Power Electronics, IEEE Transactions on Industrial Electronics, IEEE Transactions on Instrumentation and Measurement, IEEE Transactions on Component Packaging and Manufacturing Technology, Microelectronics Relaibility, Microelectronics Journal, International Journal on Circuit Theory and Applications, Przegląd Elektrotechniczny.
Twórca licznych wynalazków chronionych patentami krajowymi i europejskimi. Wynalazki te były wyróżniane medalami na międzynarodowych wystawach wynalazków.
Za swoje prace i projekty wielokrotnie nagradzany, m.in. nagrodami ministra właściwego ds. gospodarki morskiej, nagrodami rektora macierzystej uczelni oraz nagrodą Rektora Politechniki Warszawskiej. Odznaczony m.in. Krzyżem Kawalerskim Orderu Odrodzenia Polski. Od roku 2020 jest co roku notowany na liście 2% najbardziej wpływowych naukowców na świecie wg Stanford University i Elsevier jednocześnie w obu kategoriach – dorobku z całej kariery i dorobku z ostatniego roku.